# Algoritmo di backoff esponenziale binario
In telecomunicazioni l'algoritmo di backoff esponenziale è un algoritmo utilizzato nel protocollo di accesso multiplo CSMA/CD per decidere il tempo di subentro in trasmissione su mezzo condiviso da parte di una o più stazioni (host) trasmittenti una volta che è stata riscontrata una collisione. L'algoritmo si applica in seguito alla ricezione della sequenza di jamming che definisce il messaggio di interruzione della trasmissione del pacchetto.  
Come è ben noto Ethernet utilizza il protocollo CSMA/CD, cioè il canale sul quale vengono trasmessi i frame viene condiviso da più stazioni (Multiple Access) che sono in grado di vedere quando il canale è libero o meno (rilevamento della portante o Carrier Sense) e di rilevare le collisioni (Collision Detection).
La caratteristica principale del protocollo CSMA/CD è che una volta rilevata una collisione, si attende un intervallo casuale prima di ritrasmettere, questo intervallo viene calcolato ogni volta tramite l'algoritmo di backoff esponenziale.

## L'algoritmo
1. Si calcola il tempo {\displaystyle T_{p}} di propagazione di andata e ritorno nel caso peggiore (2τ).
2. Per la prima collisione, i due host coinvolti nell'errore di trasmissione scelgono a caso tra 0 e 1. L'host che sceglie 0 non ritrasmette, mentre quello che sceglie 1 ritrasmette.
3. Qualora entrambi gli host scelgano lo stesso numero, si verifica una nuova collisione e quindi si divide il tempo in intervalli {\displaystyle P} che durano {\displaystyle T_{p}}.
4. Alla collisione i-esima (con {\displaystyle 1\leq i\leq 10}):
  1. si sceglie casualmente un numero {\displaystyle N}, tale che {\displaystyle 0\leq N<2^{i}-1}.
  2. si attendono {\displaystyle N\cdot P} intervalli prima di ritentare la trasmissione.
5. Per i tentativi successivi i rimane costante a 10.
6. Se ci si trova alla {\displaystyle 16}-esima collisione viene comunicato un errore in trasmissione.

Tutte le trasmissioni vengono effettuate a intervalli di 2τ (Round Trip Delay).
Come si può notare dall'algoritmo, {\displaystyle N} cresce esponenzialmente con il numero di collisioni avvenute, questo garantisce che il tempo di ritrasmissione sia minimo se le stazioni a collidere sono poche e che invece sia molto alto in caso le collisioni siano molte cioè ci siano molte stazioni a trasmettere.
La scelta dell'esponente massimo 16 (limite di back-off) è stata fatta studiando il tempo che un frame può impiegare a propagarsi in un cavo di lunghezza massima e decidendo un periodo ragionevole di attesa prima di comunicare un errore di rete.

## L'algoritmo in pseudo-codice
```
if tentativo=1 // primo tentativo di ritrasmissione del frame
then
   max:=2
otherwise
   if tentativo < limite_di_backoff
   then max:=max x2
wait(2t x random(0,max-1))
```